# Северогессенский диалект
Североге́ссенский диалект (нем. Nordhessisch) — это средненемецкий диалект, входящий в состав нижнегессенского диалекта. Распространён в северном Гессене, центром является город Кассель. Диалектная граница с нижненемецким проходит вдоль линии Гёттинген-Хофгайсмар-Вальдек. В районе Эшвеге северогессенский переходит в северотюрингский диалект. Швальм образует границу перехода северо-гессенского на юге с восточно- и среднегессенским.
В северной и восточной частях диалектной области, на границах с Нижней Саксонией и Тюрингией, северо-гессенский находит некоторые сходства с северотюрингским и эйхсфельдским диалектами. Это позволяет расценивать его как смешанный рейнскофранкский и тюрингско-верхнесаксонский при непосредственном влиянии со стороны платтских диалектов.